# إندر هانسن
إندر هانسن (بالنرويجية البوكمول: Endre Hansen)‏ هو لاعب كرة قدم نرويجي، ولد في 14 فبراير 1978. لعب مع نادي بران.

## وصلات خارجية
- إندر هانسن على موقع قاعدة بيانات كرة القدم.إي يو (الإنجليزية)